# Bonifacius Heinrich Ehrenberger

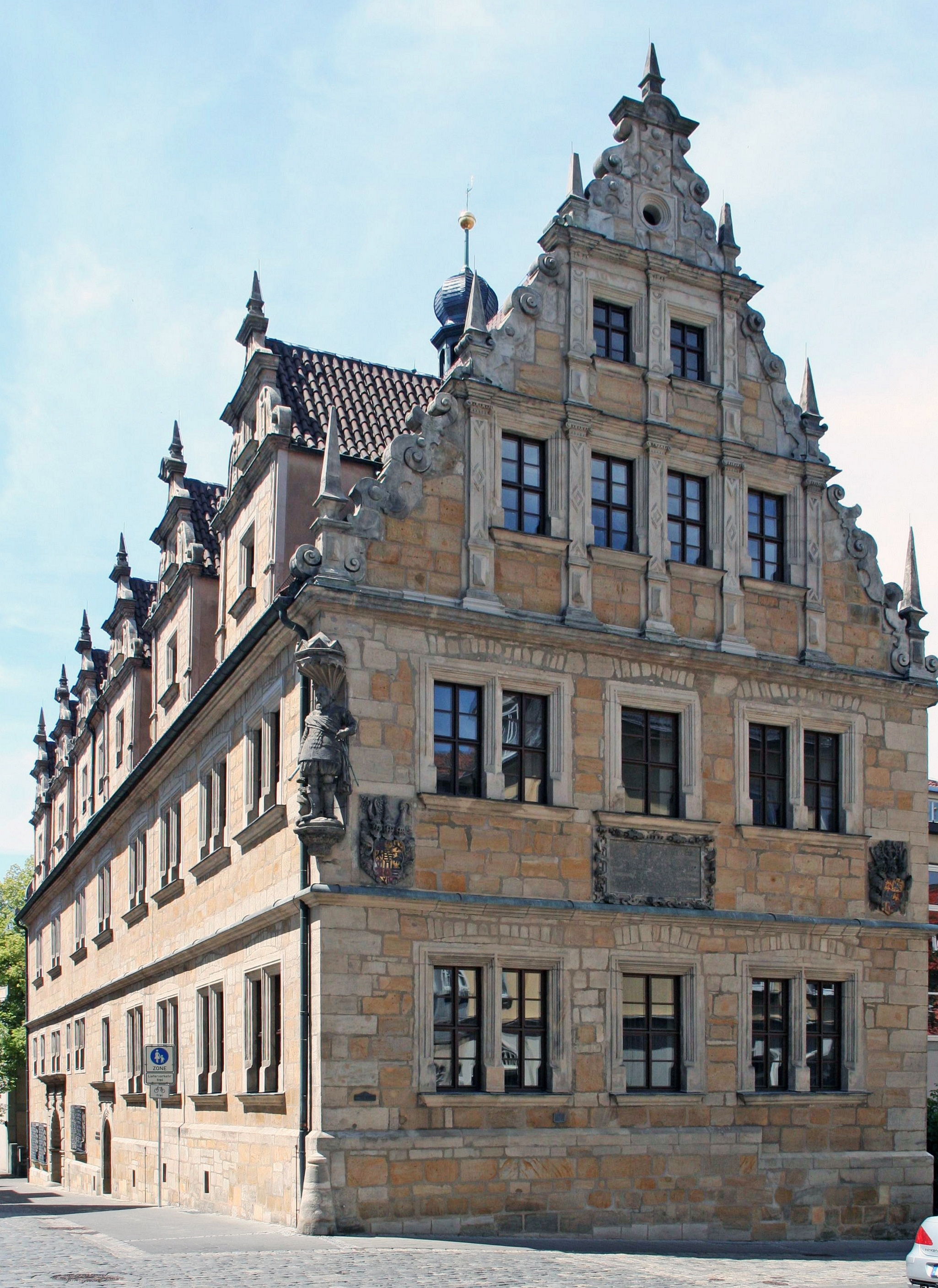
Gymnasium Casimirianum in Coburg

Bonifacius Heinrich Ehrenberger, auch Bonifazius Heinrich Ehrenberger, (* 20. Februar 1681 in Orlamünde; † 22. Februar 1759 in Coburg) war ein deutscher Mathematiker und Physiker am Gymnasium Casimirianum in Coburg.

## Leben
Bonifacius Heinrich Ehrenberger war der Sohn des ab 1673 als Kantor in Orlamünde und ab 1684 in Großeutersdorf bei Orlamünde wirkenden evangelischen Pfarrers und Naturforschers Andreas Ehrenberger (1649–1726) und dessen Ehefrau Catharina, geborene Hörgel.
Er besuchte die Schulen in Orlamünde und Kahla sowie das Gymnasium in Rudolstadt, studierte an der Universität Jena, wurde Magister, verteidigte 1705 seine Disputation de numeri denarii origine und führte mit Christoph August Heumann eine Bildungsreise durch Deutschland und die Niederlande durch. 1712 wurde er in Jena zum Adjunkt der philosophischen Fakultät ernannt. Bonifacius Heinrich Ehrenberger war ab 1714 Professor für Mathematik und Logik am von Ernst von Sachsen-Hildburghausen neu gegründeten Gymnasium Akademikum in Hildburghausen, wurde 1720 Professor für Mathematik und Metaphysik am Gymnasium Casimirianum in Coburg, 1731 Inspektor Alumnorum und übernahm 1747 als Nachfolger des an die Universität Erlangen berufenen evangelischen Theologen und Historikers Johann Martin Chladni die Leitung des Casimirianums.
Am 12. Februar 1741 wurde er unter der Matrikel-Nr. 510 mit dem akademischen Beinamen Euclides III. als Mitglied in die Kaiserliche Leopoldinisch-Carolinische Akademie der Naturforscher aufgenommen.

## Schriften (Auswahl)
- Dissertationem de numeri denarii origine. Jena 1705 (Digitalisat)